# Jagafar Achmietszyn
Jagafar Achmietowicz Achmietszyn (ros. Ягафар Ахметович Ахметшин, ur. 1924 we wsi Kutłujewo obecnie w rejonie aleksiejewskim w obwodzie orenburskim, zm. 17 stycznia 1945 w Karniewie) – radziecki wojskowy, porucznik, uhonorowany pośmiertnie tytułem Bohatera Związku Radzieckiego (1945).

## Życiorys
Urodził się w tatarskiej rodzinie chłopskiej. Po ukończeniu 7 klas uczył się w szkole pedagogicznej, w grudniu 1941 został powołany do Armii Czerwonej. W 1942 ukończył wojskową szkołę piechoty i został skierowany na front wojny z Niemcami. Walczył na Froncie Stalingradzkim, Briańskim, Centralnym, Białoruskim i 1 Białoruskim. Brał udział w obronie Stalingradu, operacji kromsko-orłowskiej, wyzwalaniu Lewobrzeżnej Ukrainy, operacji homelsko-rzeczyckiej, bobrujskiej i brzesko-lubelskiej. 28 lipca 1944 brał udział w odpieraniu niemieckich kontrataków w rejonie Bielska Podlaskiego, za co został odznaczony medalem i przedstawiony do odznaczenia Orderem Czerwonej Gwiazdy. Od 25 do 28 sierpnia 1944 wraz z plutonem odparł sześć kontrataków wroga, zadając mu duże straty (łącznie prawie 40 zabitych), za co został odznaczony Orderem Czerwonej Gwiazdy. Jako dowódca plutonu 1348 pułku piechoty 399 Dywizji Piechoty 42 Korpusu Piechoty 48 Armii w stopniu porucznika szczególnie wyróżnił się podczas forsowania Narwi i walkach o przyczółek. 3 września 1944 w walkach o Rząśnik Szlachecki zadał wrogowi duże straty; wg oficjalnych danych do 60 zabitych. Zdobył wówczas 3 działka przeciwpancerne. Następnego dnia wziął na siebie dowodzenie kompanii po dowódcy wyeliminowanym z walki. Zorganizował forsowanie Narwi i wyparcie przeciwnika z pozycji na przeciwległym brzegu rzeki. Umiejętnie odpierał niemieckie kontrataki. Otrzymał za to tytuł Bohatera Związku Radzieckiego. Później brał udział w operacji mławsko-elbląskiej, podczas której 16 stycznia 1945 został ciężko ranny i ewakuowany do batalionu sanitarnego i następnego dnia zmarł. Został pochowany we wsi Karniewo w powiecie makowskim.

## Odznaczenia
- Złota Gwiazda Bohatera Związku Radzieckiego (pośmiertnie, 24 marca 1945)
- Order Lenina (pośmiertnie, 24 marca 1945)
- Order Czerwonej Gwiazdy (11 września 1944)
- Medal za Odwagę (9 sierpnia 1944)